# Unikkatil
Unikkatil, właściwie Viktor Palokaj (ur. 18 marca 1981 w Gjakove) – albańsko-amerykański wokalista, muzyk i producent muzyczny, pochodzący z Kosowa.

## Życiorys
Był jednym z pionierów tzw. Shqip Rap (albańskiego rapu). Zaczynał swoją karierę muzyczną w wieku 11 lat, nagrywając na kasetach audio utwory Demokraci (Demokracja) i Te zhdukim policine (Niech zniknie policja). Popularność przyniósł mu dopiero trzeci utwór – Zinxhirët Qe S’kputen (Kajdany, które nie pękają), nagrany w 1993.
W 1996 Viktor wyjechał do USA. Zamieszkał w nowojorskiej dzielnicy Bronx, gdzie wcześniej osiedliło się wielu jego rodaków. Tam też kontynuował karierę muzyczną. W 1998 nagrał utwór If I Die U Die, uważany za jedno z najciekawszych nagrań albańskiego rapu. Amerykański okres w twórczości Palokaja przyniósł powstanie albańskiej wersji gangsta rap, określanego pojęciem Gangster Shqip Rap.
Występując wraz z zespołem „Bloody Alboz” (określanego też skrótowo Alboz), Palokaj nagrał w 2005 dla wytwórni Conqueror Records Studio album Unikkatil Prezanton: The Bloody Alboz. Rok później ukazał się kolejny album – Armiqt Suprem (Najwyżsi Wrogowie). Album ten w okresie 3 dni został w Kosowie sprzedany w liczbie 8 tys. egzemplarzy. Oprócz muzyki ważną rolę w projektach Palokaja odgrywają teksty, odnoszące się do problemów społecznych współczesnego Kosowa.

## Dyskografia
- 2005: Unikkatil Prezanton: The Bloody Alboz
- 2006: Armiqt Suprem
- 2008: Kanuni i Katilit
- 2012: Fitore e sinqert
- 2014: Si Ni Vakt (singiel)
- 2015: Per Qato (singiel)
- 2018: A Pe Sheh
- 2018: Ni Million Rruge
- 2018: Ca jon